# 152 (عدد)
152 هو عدد صحيح. طبيعي بين 151 و153

## في الرياضيات

### خاصيات
- 152 عدد زوجي
- 152 قاسم ل37²-1
- 152 عدد غير سعيد
- 152 عدد ناقص لأن مجموع قواسمه أصغر منه: 1 + 2 + 4 + 8 + 19 + 38 + 76 = 148 <152